# 赖塞克
赖塞克是奥地利克恩顿州德劳河畔施皮塔尔县的一个市镇。总面积139.83平方公里，总人口2452人，人口密度17.5人/平方公里（2005年）。